# 圣亚波罗尼亚神圣艺术教区博物馆

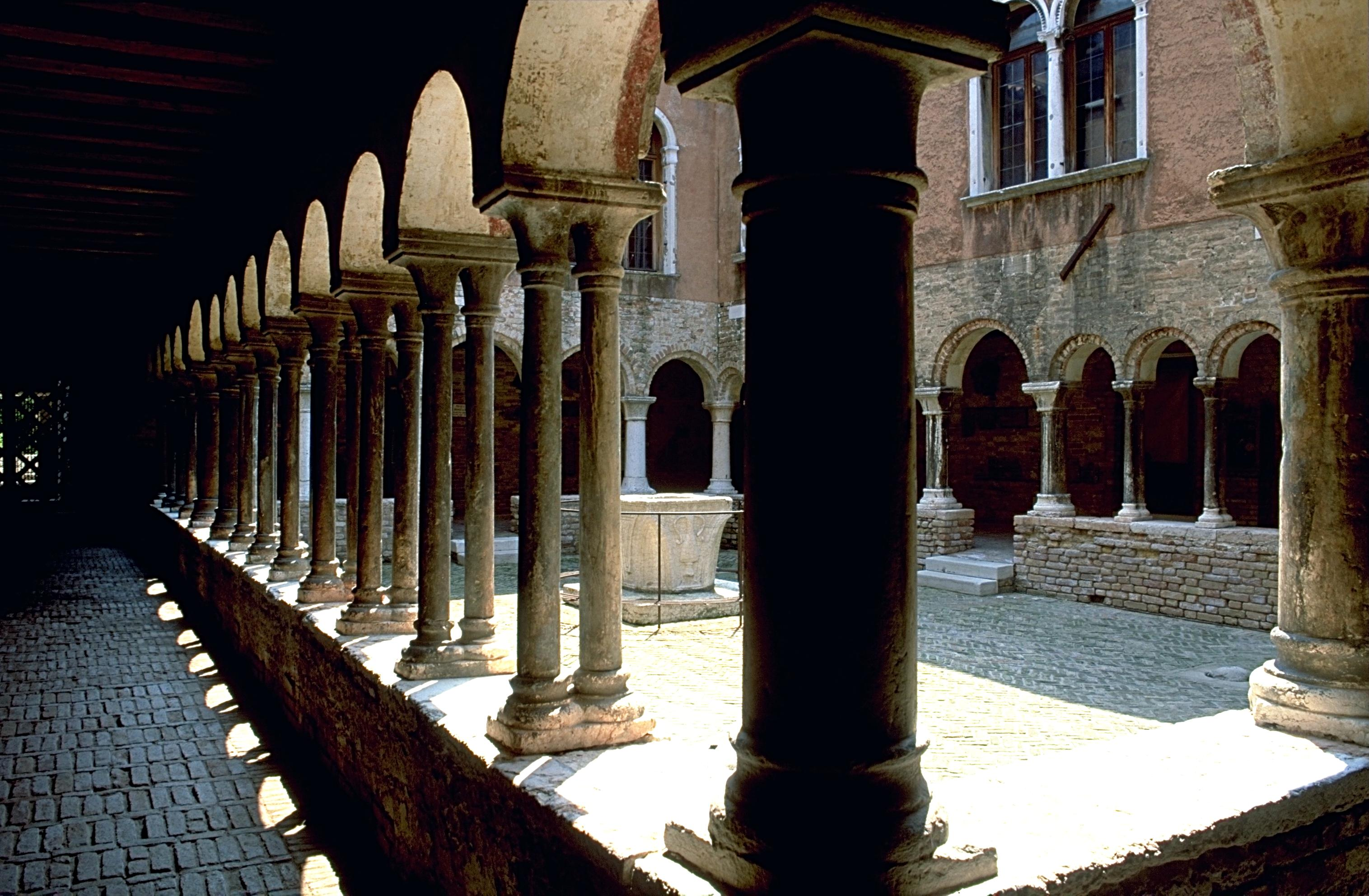

圣亚波罗尼亚神圣艺术教区博物馆（Museo diocesano d'arte sacra "Sant'Apollonia"）是威尼斯的一座博物馆，1977年，在圣马尔谷圣殿宗主教座堂的圣马尔谷之马修复展览之际,由宗主教阿尔比诺·卢恰尼发起创立，1980年10月4日，正式向公众开放。它设于原本笃会修道院，靠近托尔切洛岛。

## 作品
这是威尼斯最古老的罗马式修道院，